# شهيد تك تاز (مقاطعة فهرج)
شهيد تك تاز (بالإنجليزية: Tolombeh-ye Shahid Taktaz)‏ هي مستوطنة تقع في ناحية نغين كوير في إيران. يقدر عدد سكانها بـ 179 نسمة .